# Resolutie 1085 Veiligheidsraad Verenigde Naties
Resolutie 1085 van de Veiligheidsraad van de Verenigde Naties werd unaniem door de VN-Veiligheidsraad aangenomen op 29 november 1996, en verlengde de UNSMIH-ondersteuningsmissie in Haïti met vijf dagen.

## Achtergrond
Na decennia onder dictatoriaal bewind won Jean-Bertrand Aristide in december 1990 de verkiezingen in Haïti. In september 1991 werd hij met een staatsgreep verdreven. Nieuwe verkiezingen werden door de internationale gemeenschap afgeblokt waarna het land in de chaos verzonk. Na Amerikaanse bemiddeling werd Aristide in 1994 in functie hersteld.

## Inhoud
De Veiligheidsraad:
- Bevestigt resolutie 1063 die de VN-Ondersteuningsmissie in Haïti oprichtte.

1. Besluit UNSMIH's mandaat te verlengen tot 5 december.
2. Besluit actief op de hoogte te blijven.

## Verwante resoluties
- Resolutie 1048 Veiligheidsraad Verenigde Naties
- Resolutie 1063 Veiligheidsraad Verenigde Naties
- Resolutie 1086 Veiligheidsraad Verenigde Naties
- Resolutie 1123 Veiligheidsraad Verenigde Naties (1997)

Lijst ·  1036 ·  1037 ·  1038 ·  1039 ·  1040 ·  1041 ·  1042 ·  1043 ·  1044 ·  1045 ·  1046 ·  1047 ·  1048 ·  1049 ·  1050 ·  1051 ·  1052 ·  1053 ·  1054 ·  1055 ·  1056 ·  1057 ·  1058 ·  1059 ·  1060 ·  1061 ·  1062 ·  1063 ·  1064 ·  1065 ·  1066 ·  1067 ·  1068 ·  1069 ·  1070 ·  1071 ·  1072 ·  1073 ·  1074 ·  1075 ·  1076 ·  1077 ·  1078 ·  1079 ·  1080 ·  1081 ·  1082 ·  1083 ·  1084 ·  1085 ·  1086 ·  1087 ·  1088 ·  1089 ·  1090 ·  1091 ·  1092